# Piotr Krystek
Piotr Leon Krystek (ur. 6 sierpnia 1957, zm. 12 stycznia 2012) – polski wokalista rockowy i heavymetalowy. Perkusista grupy Ares i drugi wokalista poznańskiego zespołu Turbo.

## Życiorys
Karierę muzyczną zaczynał w 1977 r., jako perkusista w zespole Ares, który współtworzył z Grzegorzem Kupczykiem. Następnie były wokalistą zespołu Turbo, zastępując Wojciecha Sowulę. W Turbo występował od listopada 1980 r., i już w 1981 r., został zastąpiony przez swojego kolegę Grzegorza Kupczyka. Mimo wszystko nagrał z zespołem Turbo kilka pierwszych przebojów grupy, które zyskały uznanie za pośrednictwem fal radiowych. Były to między innymi piosenki „Śmiej się błaźnie”, „Fabryka keksów”, „Taka właśnie jest muzyka” i „Jeszcze jeden papieros”.
Uczestniczył w koncercie jubileuszowym z okazji 30-lecia istnienia zespołu Turbo w klubie Blue Note w Poznaniu – 19 grudnia 2010 r., gdzie pojawił się w charakterze gościa.
Zmarł 12 stycznia 2012 r. Pogrzeb odbył się 19 stycznia w kościele pw. Najświętszego Serca Pana Jezusa w Suchym Lesie przy ul. Bogusławskiego 3, po czym nastąpił pochówek na cmentarzu na Junikowie.